# Atacul cu bombă de la Arad
Atacul cu bombă de la Arad a fost o explozie de mașină pe Calea Aurel Vlaicu din municipiul Arad, care a avut loc în dimineața zilei de sâmbătă, 29 mai 2021. Explozia l-a ucis în parcarea supermarketului Profi pe omul de afaceri Ioan Crișan în propria mașină.
Pompierii care au intervenit pentru stingerea incendiului care a urmat au declarat că explozia a precedat incendiul. Procurorii exclud o explozie întâmplătoare, iar cercetările se fac în rem pentru omor calificat cu premeditare, existând un cerc de suspecți. Însă anchetatorii consideră că nu a fost un atentat terorist, ci un asasinat la comandă. Pe bancheta din spatele autoturismului, de tip Mercedes Benz, s-au găsit urme de praf de pușcă, ceea ce ar furniza piste de investigație.
Cazul prezintă interes deoarece în România din 1985 n-a mai murit nimeni într-un atac cu bombă.
La un an după ce a avut loc asasinatul, procurorii precizează că autorul care a plasat materialul exploziv este în continuare necunoscut, chiar dacă au fost audiate până acum 400 de persoane.